# هتی گلدمن
هتی گلدمن باستان‌شناس آمریکایی بود. او نخستین زن عضو هیئت علمی در موسسهٔ مطالعات پیشرفته، و یکی از نخستین باستان‌شناسان زنی بود که در یونان و خاورمیانه کاوش کرده‌اند.

## زندگی‌نامه
هتی گلدمن در ۱۹ دسامبر ۱۸۸۱ در نیویورک به دنیا آمد. او عضوی از خانوادهٔ بانکدار گلدمن-ساکس بود. پدرش، جولیوس گلدمن، وکیل و مادرش، سارا (آدلر) گلدمن، خانه‌دار بودند.
گلدمن در سال ۱۹۰۳ از کالج برین مار فارغ‌التحصیل شد و مدرک دوگانهٔ انگلیسی و یونانی گرفت. سپس برای ادامهٔ تحصیل در باستان‌شناسی به کالج رادکلیف رفت. او نخستین زنی بود که از دانشگاه هاروارد بورسیهٔ چارلز الیوت نورتون گرفت، تا در دانشسرای آمریکایی مطالعات کلاسیک در آتن تحصیل کند. او در سال ۱۹۱۶ دکتری گرفت.
در سال ۱۹۳۶، گلدمن نخستین زنی بود که در موسسهٔ مطالعات پیشرفته به‌کار گرفته شد. او در سال ۱۹۴۷ بازنشسته شد.
گلدمن در سال ۱۹۵۰ به عضویت آکادمی هنر و علوم آمریکا درآمد. در سال ۱۹۶۶، موسسهٔ باستان‌شناسی آمریکا به او مدال طلای دستاوردهای برجستهٔ باستان‌شناسی را اعطا کرد.
گلدمن در ۴ مهٔ ۱۹۷۲ در پرینستون از دنیا رفت.

## برای بیشتر خواندن
- Knox, Sanka (1956-12-23). "WOMAN SCHOLAR IS HONORED AT 75: Institute for Advanced Study Cites Hetty Goldman for Archaeological Work" (به انگلیسی).
- "Dr. Hetty Goldman of Institute For Advanced Study Dies at 90" (به انگلیسی). 1972-05-06. p. 38.